# زاوية الحرث
زاوية الحرث وتعرف أيضا بالزاوية : هي إحدى قرى ولاية قبلي تتبع إداريا عمادة أم الصمعة من معتمدية سوق الأحد وتقع على الطريق الرابطة بين مدينتي قبلي وتوزر. ينحدر جانب من سكانها من بلدة جمنة بجنوبي ولاية قبلي.يحدها من الشرق قرية أم الصمعة و من الغرب قرية زاوية العانس و شط الجريد من جهتي الشمال و الجنوب.